# Louis Svećenski
Louis Svećenski (en croat: Ljudevit "Lujo" Svećenski, nascut Ljudevit Kohn; 7 de novembre de 1862 – 18 de juny de 1926) va ser un destacat violista i violinista croat-americà i rector de l'Acadèmia de Música de Boston.
Svećenski va néixer a Osijek, al districte de Donji grad el 7 de novembre de 1862 en una família jueva. El seu pare Adolf Abraham Kohn era de Bonyhád, a Hongria, i la seva mare Terezija (Fried) era de Darda al nord d'Osijek. Svećenski va acabar l'educació primària i secundària a Osijek. El 1877, amb només 15 anys, Svećenski va ser reconegut pel públic cultural d'Osijek com un músic potencial. Es va graduar a l'Institut Croat de Música a Zagreb el 26 d'agost de 1882, amb elogis d'Ivan Zajc. El setembre de 1882, Svećenski es va matricular a la Universitat de Música i Art Dramàtic de Viena amb una beca del govern croat valorada en 500 corones austro-hongareses. Va estudiar violí. El 15 de juliol de 1885 es va graduar a la Universitat de Viena com a violinista amb notes excel·lents. Després de la graduació, Svećenski va retornar a Zagreb on va preguntar a les autoritats croates per poder "croatitzar" el seu cognom de Kohn a Svećenski. El seu cognom Kohn és variació del cognom Kohen que significa sacerdot en hebreu, mentre que Svećenski és derivat de la paraula croata svećenik que també significa sacerdot. De com es va preocupar sobre el seu cognom es testifica a través dels registres de l'època i de la seva gran popularitat als Estats Units, on va demanar que seu cognom fos escrit amb la correcte ortografia croata, amb la lletra "ć".
El 10 de juliol de 1885 Svećenski es traslladà a Boston, Massachusetts. Va ser un membre fundador del famós Kneisel Quartet i, a part de Franz Kneisel, va ser l'únic membre original que va tocar amb el quartet durant tota la seva història, de 1885 a 1917. També va tocar a l'Orquestra de Simfònica de Boston durant 18 anys (1885–1903), servint variablement com a violista i violinista. Va ensenyar durant diversos anys a la Juilliard School i era un dels membres originals de la facultat al Curtis Institute of Music (1924–1926). Entre alguns dels seus alumnes més notables inclouen el director i violinista Robert Talbot, i el violista i compositor Carlton Cooley.
A Svećenski se li atribueix la construcció d'una placa commemorativa a Osijek el 1895, pel seu amic Franjo Krežma. Va estar en contacte amb la seva ciutat natal i família fins al dia que va morir, el 18 de juny de 1926.

## Obres pedagògiques
- 25 Exercicis Tècnics per Viola (1917)
- Exercicis preparatoris en el Violí pels Trinos, el Vibrato i el Staccato, Procedit per Estudis Correctius pel Primer i Quart Dits (1922)
- Exercicis especialitzats per Violí en el canvi i encreuament entre les cordes (1923)